# Chipurupalle
Chipurupalle fou un estat tributari protegit del tiùs zamindari al districte de Vizagapatam, a la presidència de Madras, format per un sol poble. Antigament formava part de l'estat de Panchadarla però quan aquest zamindari fou transferit als dominis de Vizianagram amb els seus límits antics, la resta amb el nom de Chipurupalle en va quedar separat. Chipurupalle era el poble central però llavors hi havia fins a 24 pobles. El raja de Vizianagram va comprar l'estat per un pagament anual de 3623 lliures; dels 24 pobles 15 van passar més tard als britànics per retards en els pagaments i altres 8 van passar a diversos propietaris, quedant només un poble el 1881.